# 알라트

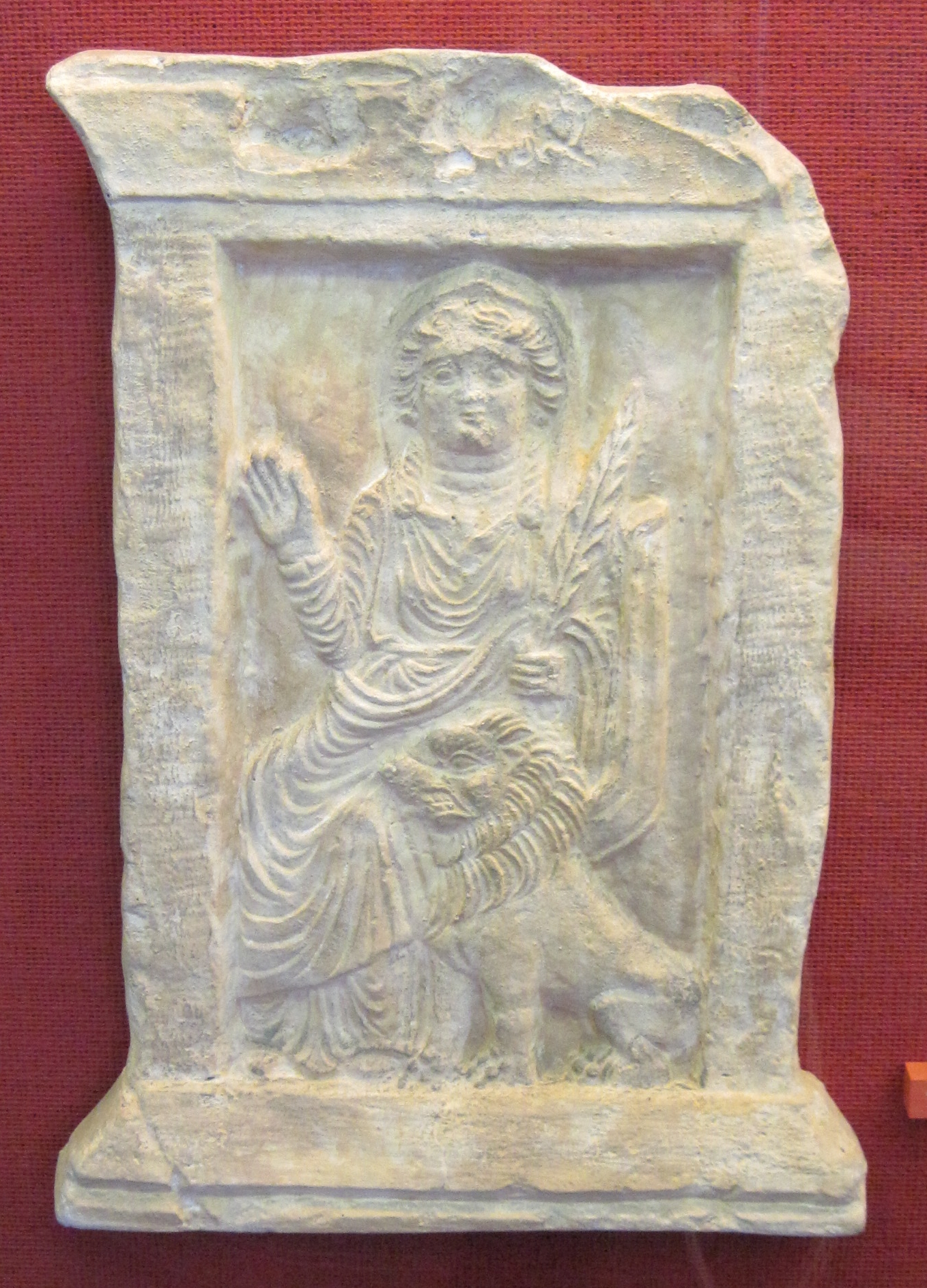
팔미라에서 출토된 알라트의 부조 (1세기) 야자수 가지를 쥔 여신 곁에 사자가 지키고 있다.

알라트(اللات 발음은 [al(i)ˈlaːt(u)][*]) 또는 알리라트는 이슬람교 이전의 이른바 자힐리야 시대에 메카를 비롯한 아랍권 지역에서 신앙의 대상이 되었던 여신이다. 마나트, 알 우자와 함께 최고신 알라의 세 딸 중 하나로 여겨졌다.
알라트의 이름은 '알라'(신)의 여성형으로 '여신'을 의미한다. 아랍의 상업도시 타이프 근처의 계곡에 주신전이 있어, 신전에 장식된 흰 입방석을 그 상징으로 하였다.
헤로도토스에 따르면, 당시의 아랍인은 아프로디테를 '알리라트'라 불렀다고 한다. 로버트 그레비스에 따르면, 이탈리아 반도의 부족국가 라티움이 숭배했던 여신 라트가 그 기원으로, 그 이름은 '달'을 뜻한다고 한다.

## 참고 문헌
1. ↑  "The Greek Myths" Penguin Books Inc 발행(1955)

## 같이 보기
- 악마의 시